# Euxoa personata
Euxoa personata là một loài bướm đêm trong họ Noctuidae.